# جيفري بيكروفت
جيفري بيكروفت (بالإنجليزية: Jeffrey Beecroft)‏ هو مصمم الإنتاج أمريكي، ولد في 1 أبريل 1956 في ساكرامنتو في الولايات المتحدة.

## وصلات خارجية
- جيفري بيكروفت على موقع IMDb (الإنجليزية)
- جيفري بيكروفت على موقع قاعدة بيانات برودواي على الإنترنت (الإنجليزية)
- جيفري بيكروفت على موقع قاعدة بيانات الفيلم (الإنجليزية)